# Sydney Town Hall

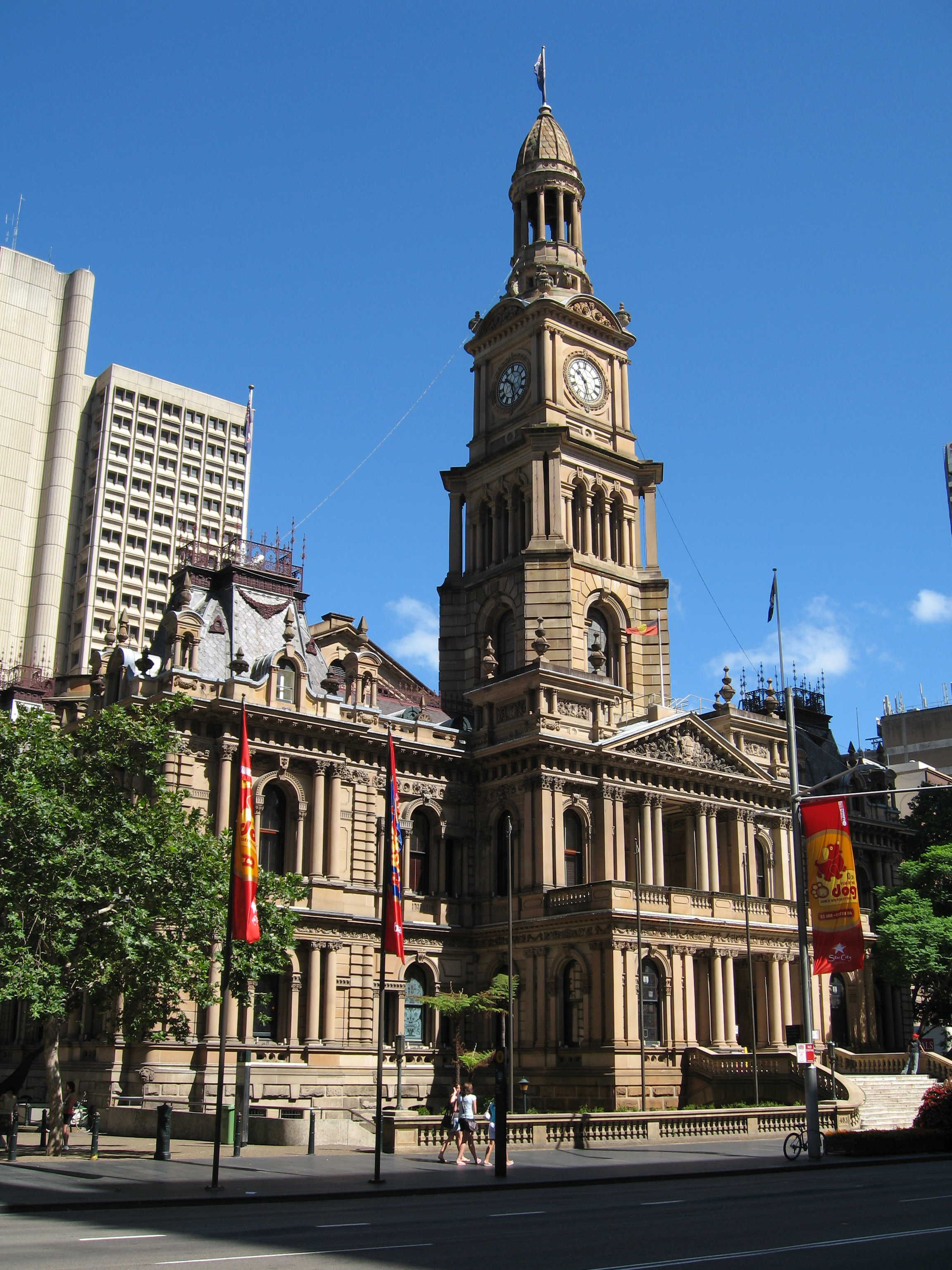
Sydney Town Hall

Die Sydney Town Hall ist ein Gebäude aus dem lokalen Hawkesbury-Sandstein in der Innenstadt von Sydney in Australien. Es befindet sich gegenüber dem Queen Victoria Building, in der Nähe der St Andrew’s Cathedral und der U-Bahn-Station Town Hall Station. In der Haupthalle des Gebäudes, der Centennial Hall, befindet sich eine der größten Orgelpfeifen der Welt.

## Geschichte
Gebaut wurde die Town Hall in den 1880er Jahren im Viktorianischen Baustil auf dem Platz eines alten Friedhofs aus den Jahren 1793 bis 1820. Der Bau zeigt die Motive, Ornamente, Dachgestaltung und das Interieur jener Zeit, wie diese auch am Louvre und Hotel de Ville in Paris und den Schlössern um Paris sowie im Tal der Loire zu betrachten sind. Die Sydney Town Hall wurde aus dem gelben Hawkesbury-Sandstein von Steinmetzen erbaut. Das Gebäude hat eine Schieferdeckung, stand ursprünglich frei in der Landschaft und war von einem Palisadenzaun umzäunt. Der Architekt des Gebäudes konnte bislang nicht exakt bestimmt werden. Das Gebäude, das mehr als 100 Räume hat, die auf 2 Stockwerke aufgeteilt sind, beherbergt die Stadtverordnetenversammlung, Empfangsräume, die Centennial Hall und die Büros des Bürgermeisters und der Stadtverordneten Sydneys.
Die Stufenanlage der Town Hall ist ein beliebter Treffpunkt in Sydney, was die Stadtverwaltung stört, die deshalb Gegenmaßnahmen gegen die länger auf den Stufen verweilenden Personen ergreift und sie beobachtet das Gebäude in der Nacht, damit es zu keinen Beschädigungen oder Besprühungen von Graffiti kommt.
In den Jahren 2008 bis 2009 wurde die Town Hall im Inneren mit großem Aufwand modernisiert. Die Town Hall ist im Register of the National Estate gelistet und Teil der bedeutenden historischen Gebäude von Sydneys Innenstadt.

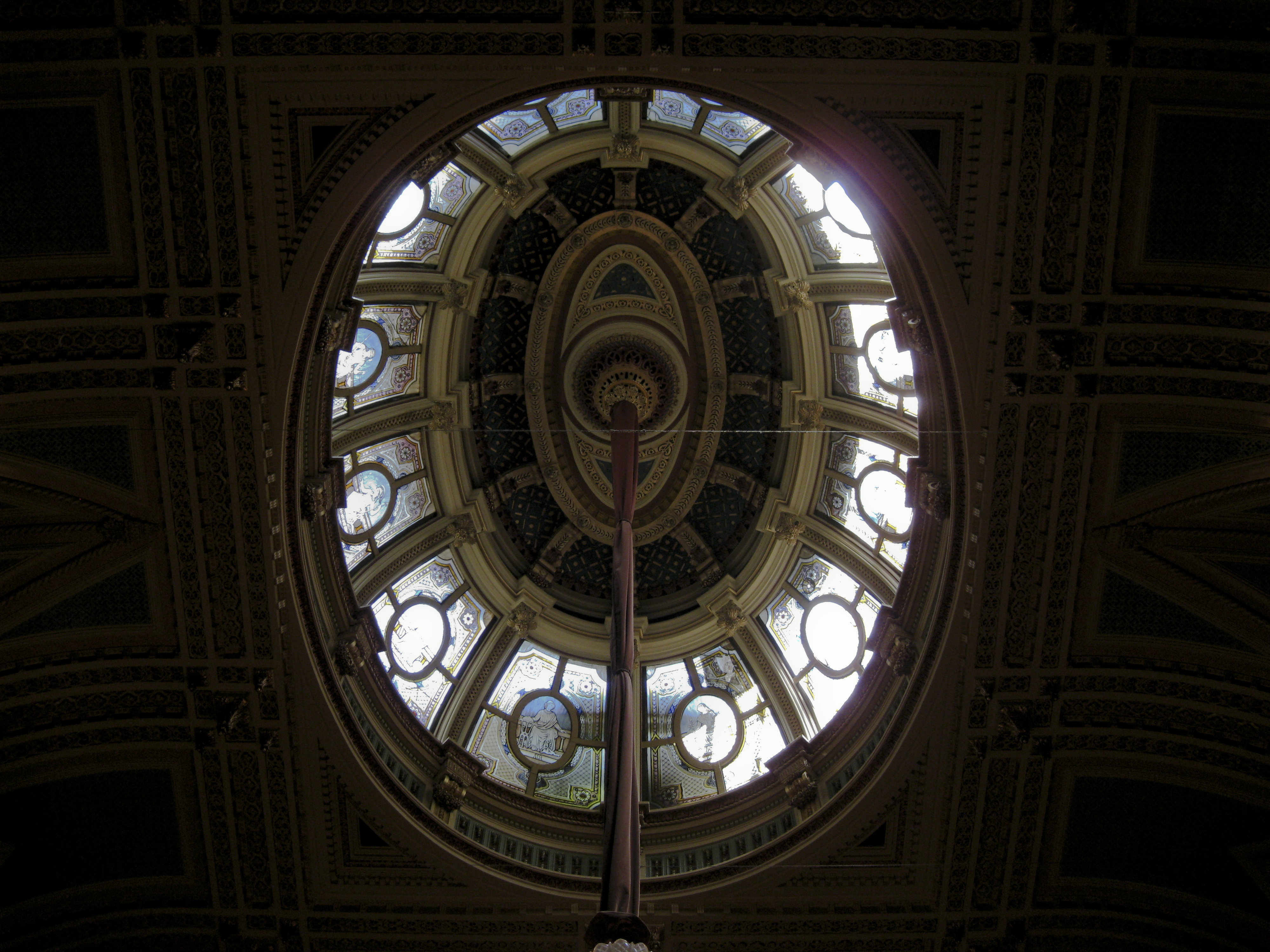
Die Kuppel der Town Hall
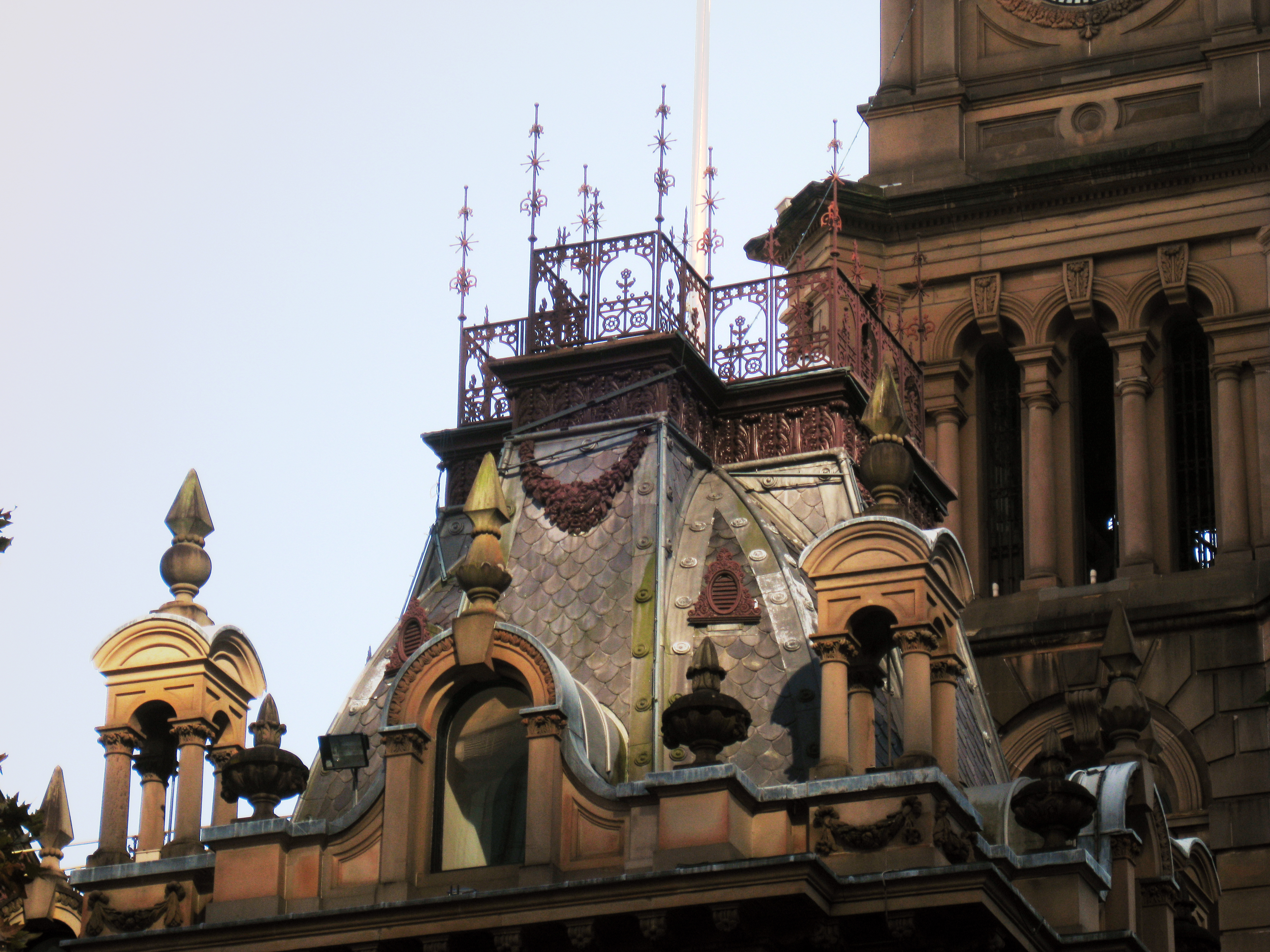
Dachdetail
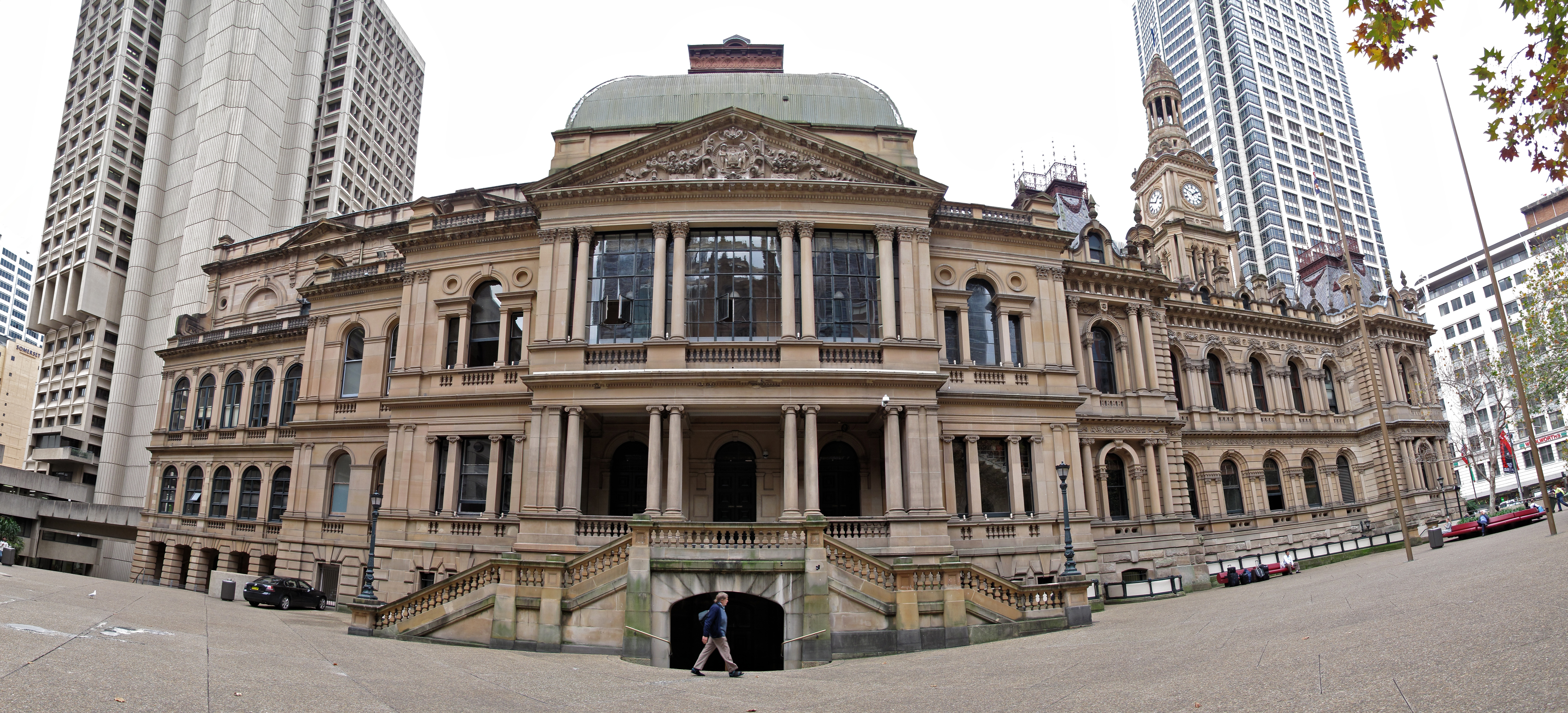
Südseite der Town Hall

## Konzertorgel

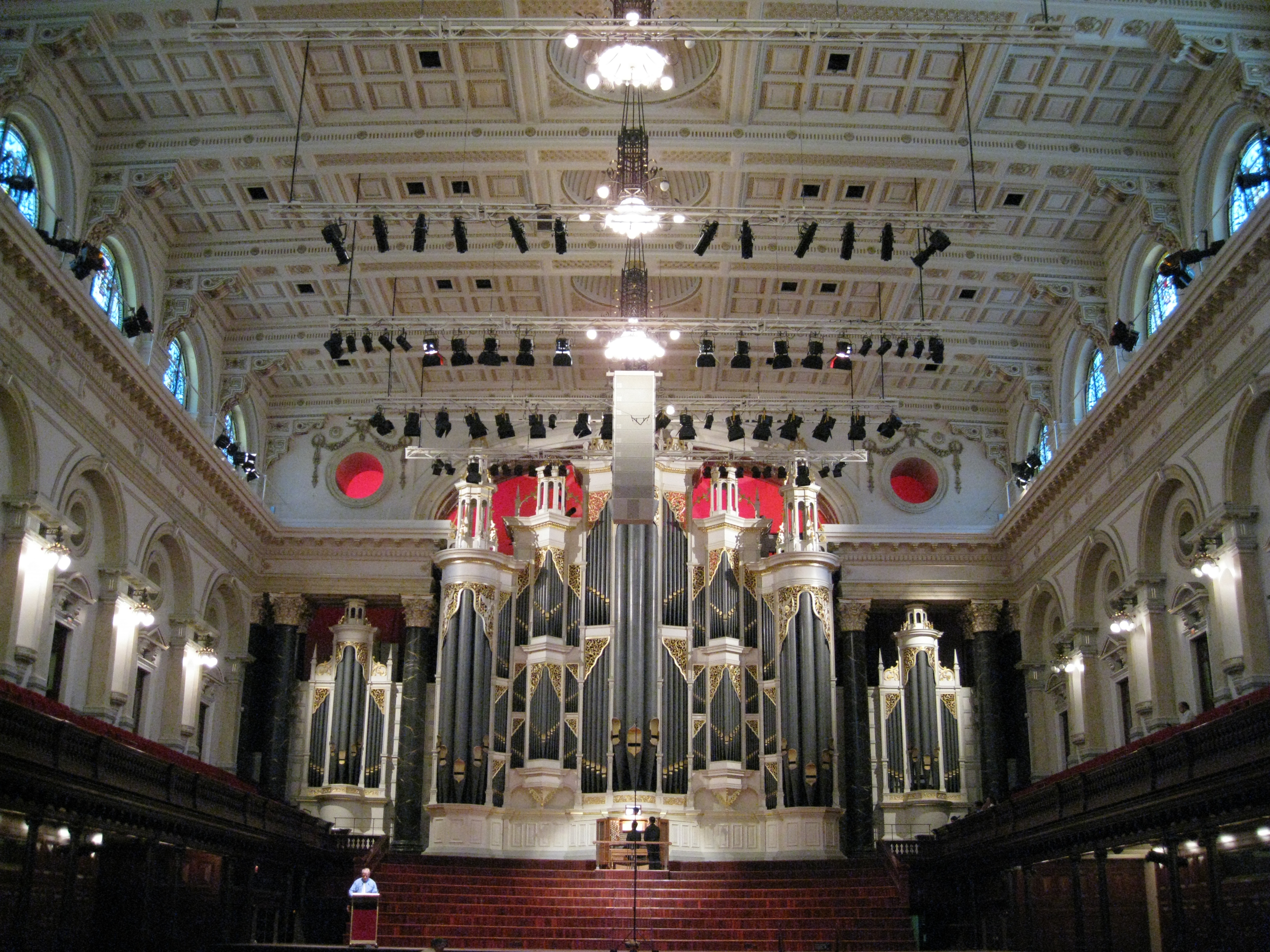
Die Centennial Hall mit Orgel

In der Centennial Hall befindet sich eine große Orgel, die von 1886 bis 1889 von den Orgelbauern William Hill & Son in London erbaut, von dort nach Australien verschifft und 1890 in der Town Hall aufgestellt wurde. Die Centennial Hall war die Konzert- und Veranstaltungshalle Sydneys, bevor das Sydney Opera House gebaut wurde. Sie ist weltweit eine von zwei Orgeln mit einem ausgebauten 64'-Register: das Pedal-Zungenregister Contra Trombone ist komplett bis zum Ton Sub-Subkontra-C ausgebaut; die tiefen Töne dieses Registers sind für das menschliche Ohr nicht wahrnehmbar.
Die Orgel hat 127 klingende Register (ca. 8.700 Pfeifen) auf fünf Manualwerken und Pedal. Die Registerzüge sind in jeweils 6 Reihen links und rechts des Spieltisches am Fuße des Orgelgehäuses angeordnet. Die Spiel- und Registertrakturen sind röhrenpneumatisch. 1972 wurde das Instrument durch den Orgelbauer Roger H. Pogson Pty Ltd umfassend restauriert.
| I Great Organ C–     |     |
| Contra Bourdon       | 32′ |
| Double Open Diapason | 16′ |
| Bourdon              | 16′ |
| Open Diapason No. 1  | 8′  |
| Open Diapason No. 2  | 8′  |
| Open Diapason No. 3  | 8′  |
| Open Diapason No. 4  | 8′  |
| Harmonic Flute       | 8′  |
| Viola                | 8′  |
| Spitz Flöte          | 8′  |
| Gamba                | 8′  |
| Hohl Flöte           | 8′  |
| Rohr Flöte           | 8′  |
| Quint                | 6′  |
| Principal            | 4′  |
| Octave               | 4′  |
| Gemshorn             | 4′  |
| Harmonic Flute       | 4′  |
| Twelfth              | 3′  |
| Fifteenth            | 2′  |
| Mixture III          |     |
| Cymbel IV            |     |
| Sharp Mixture IV     |     |
| Furniture V          |     |
| Contra Posaune       | 16′ |
| Posaune              | 8′  |
| Trumpet              | 8′  |
| Clarion              | 4′  |

| II Swell Organ C–    |     |
| Double Open Diapason | 16′ |
| Bourdon              | 16′ |
| Open Diapason        | 8′  |
| Hohl Flöte           | 8′  |
| Viola da Gamba       | 8′  |
| Salicional           | 8′  |
| Dulciana             | 8′  |
| Vox Angelica         | 8′  |
| Octave               | 4′  |
| Rohr Flöte           | 4′  |
| Harmonic Flute       | 4′  |
| Gemshorn             | 4′  |
| Twelfth              | 4′  |
| Fifteenth            | 2′  |
| Piccolo              | 1′  |
| Mixture IV           |     |
| Furniture V          |     |
| Trombone             | 16′ |
| Bassoon              | 16′ |
| Trumpet              | 8′  |
| Cornopean            | 8′  |
| Horn                 | 8′  |
| Oboe                 | 8′  |
| Clarion              | 4′  |

| III Choir Organ C–   |     |
| Contra Dulciana      | 16′ |
| Open Diapason        | 8′  |
| Hohl Flöte           | 8′  |
| Lieblich Gedackt     | 8′  |
| Flauto Traverso      | 8′  |
| Gamba                | 8′  |
| Dulciana             | 8′  |
| Octave               | 4′  |
| Violino              | 4′  |
| Celestina            | 4′  |
| Lieblich Flöte       | 4′  |
| Twelfth              | 3′  |
| Fifteenth            | 2′  |
| Dulcet               | 2′  |
| Dulciana Mixture III |     |
| Bassoon              | 16′ |
| Oboe                 | 8′  |
| Clarinet             | 8′  |
| Vox Humana           | 8′  |
| Octave Oboe          | 4′  |

| IV Solo Organ C–  |     |
| Bourdon           | 16′ |
| Open Diapason     | 8′  |
| Violin Diapason   | 8′  |
| Doppel Flöte      | 8′  |
| Flauto Traverso   | 8′  |
| Stopped Diapason  | 8′  |
| Viola             | 8′  |
| Octave            | 4′  |
| Harmonic Flute    | 4′  |
| Flauto Traverso   | 4′  |
| Harmonic Piccolo  | 2′  |
| Contra Fagotto    | 16′ |
| Harmonic Trumpet  | 8′  |
| Corno di Bassetto | 8′  |
| Orchestral Oboe   | 8′  |
| Cor Anglais       | 8′  |
| Octave Oboe       | 4′  |
| Contra Tuba       | 16′ |
| Tuba              | 8′  |
| Tuba Clarion      | 4′  |
| Carillon Bells    | 2′  |

| V Echo Organ C–     |    |
| Lieblich Gedackt    | 8′ |
| Viol d’Amour        | 8′ |
| Unda Maris II       | 8′ |
| Viol d’Amour        | 4′ |
| Flageolet           | 2′ |
| Glockenspiel IV     |    |
| Echo Dul. Cornet IV |    |
| Basset Horn         | 8′ |

| Pedal Organ C–               |     |
| Double Open Diapason (Metal) | 32′ |
| Double Open Diapason (Wood)  | 32′ |
| Contra Bourdon               | 32′ |
| Open Diapason (Metal)        | 16′ |
| Open Diapason (Wood)         | 16′ |
| Bourdon                      | 16′ |
| Violone                      | 16′ |
| Gamba                        | 16′ |
| Dulciana                     | 16′ |
| Quint                        | 12′ |
| Octave                       | 8′  |
| Prestant                     | 8′  |
| Bass Flute                   | 8′  |
| Violoncello                  | 8′  |
| Twelfth                      | 6′  |
| Fifteenth                    | 4′  |
| Mixture IV                   |     |
| Mixture III                  |     |
| Mixture II                   |     |
| Contra Trombone              | 64′ |
| Contra Posaune               | 32′ |
| Posaune                      | 16′ |
| Trombone                     | 16′ |
| Bassoon                      | 16′ |
| Trumpet                      | 8′  |
| Clarion                      | 4′  |